# Борда-да-Мата
Борда-да-Мата (порт. Borda da Mata) — муниципалитет в Бразилии, входит в штат Минас-Жерайс. Составная часть мезорегиона Юг и юго-запад штата Минас-Жерайс. Входит в экономико-статистический микрорегион Позу-Алегри. Население составляет 14 897 человек на 2007 год. Занимает площадь 300,081 км². Плотность населения — 54,4 чел./км².
Праздник города — 16 июля.

## История
Город основан 17 декабря 1938 года. 

## Статистика
- Валовой внутренний продукт на 2003 год составляет 61 974 772,00 реалов (данные:  Бразильский институт географии и статистики).
- Валовой внутренний продукт на душу населения на 2003 год составляет 4008,98 реалов (данные: Бразильский институт географии и статистики).
- Индекс развития человеческого потенциала на 2000 год составляет 0,780 (данные: Программа развития ООН).